# Tryb nieświadka
Tryb nieświadka (łac. imperceptivus, auditivus) – tryb gramatyczny charakterystyczny dla języków bułgarskiego, macedońskiego, tureckiego oraz (w pewnym stopniu) albańskiego. Tryb ten informuje o dystansie mówcy wobec wypowiadanej informacji. Najczęściej tryb ten bywa wykorzystywany do przekazywania informacji zaczerpniętej z „drugiej ręki”, służy także do wyrażania wątpliwości wobec przytaczanej informacji.
Dla przykładu w zdaniu Мария е работела в Лондон. (bułg. Maria pracowała w Londynie) – mówiący, używając formy е работела przekazuje informację od osoby trzeciej, przyznając jednocześnie, że ani nie był świadkiem tego wydarzenia, ani nie jest pewien, czy tak było naprawdę. Wyrażenie podobnej informacji w trybie oznajmującym przyjęłoby postać: Мария работеше в Лондон. (Maria pracowała w Londynie) – i jest to informacja sprawdzona, ponieważ mówiący, który użyje takiej konstrukcji (czyli formy работеше), najpewniej sam był w Londynie wraz z Marią i widział, jak pracuje.

## Konstrukcje zbliżone

### Język polski
W języku polskim zdystansowanie się od informacji wyraża się przysłówkiem jakoby i dawnym imiesłowem czasu przeszłego – niezależnie od czasu rzeczywistego czynności podawanej w zdaniu podrzędnym:
- Maria mówi, jakoby była w Finlandii

Podobny efekt można osiągnąć przy użyciu przysłówków rzekomo lub ponoć.

### Język niemiecki
Podobna konstrukcja (Konjunktiv I) występuje również w języku niemieckim, na przykład:
- Er sagt, er ist erschöpft (Mówi, że jest zmęczony)
- Er sagt, er sei erschöpft (Mówi, że rzekomo jest zmęczony)
- Er sagt, er wäre  erschöpft (Mówi jakoby był zmęczony)

Pierwsza forma ma charakter neutralny, druga wyraża dystans do słów osoby trzeciej. Dystans ten można zwiększyć, używając drugiego trybu łączącego, jak w zdaniu trzecim.
Konstrukcje takie spotyka się też w językach bałtyckich (litewskim oraz łotewskim).

### Łacina
W łacinie dystansowanie się od wydarzenia w zdaniu podrzędnym wyraża się stosując koniunktyw – taka konstrukcja nosi nazwę zdania zależnego wewnętrznie lub ex mente aliena: mater gaudebat, quod filia valuisset → Matka cieszyła się, że córka wyzdrowiała – wyzdrowienie córki nie było rzeczą pewną.
W opozycji do tej konstrukcji jest zdanie zależne zewnętrznie, zwane też ex mente auctoris, w którym orzeczenie zdania podrzędnego występuje w trybie oznajmującym: Mater gaudebat, quod filia valuerat → Matka cieszyła się, że córka wyzdrowiała – wyzdrowienie córki było rzeczą pewną.